# Аргостолион
Аргосто́лион (греч. Αργοστόλιον), также Аргосто́ли (Αργοστόλι) — малый город в Греции, на острове Кефалиния. Административный центр одноимённой общины (дима) и периферийной единицы Кефалиния в периферии Ионические острова. Население 9748 жителей по переписи 2011 года.
В 1953 году был почти полностью разрушен землетрясением и заново отстроен.

## Транспорт
Город располагает аэродромом и имеет постоянное морское сообщение с материком и близлежащими островами Закинфом и Итакой. Аргостолион также имеет регулярное паромное сообщение со вторым по величине кефалонийским городом Ликсурионом (расстояние 3 морских мили). Как подтверждение морских традиций, в городе располагается высшее мореходное училище.

## Сообщество Аргостолион
В общинное сообщество Аргостолион входят четыре населённых пункта. Население 10 633 жителя по переписи 2011 года. Площадь сообщества 19,752 км².
| Населённый пункт | Население (2011), человек |
| ---------------- | ------------------------- |
| Аргостолион      | 9748                      |
| Коколата         | 176                       |
| Комботекрата     | 449                       |
| Минья            | 260                       |

## Население
| Год  | Население, человек |
| ---- | ------------------ |
| 1981 | 7164               |
| 1991 | 7334               |
| 2001 | 9122               |
| 2011 | ↗ 9748             |

## Известные уроженцы и жители
- Фука, Хуан де (1536—1602) — греческий мореход на службе испанского короля.
- Геракис, Константин (1647—1688) — греческий авантюрист, главный канцлер короля Нарая.
- Каввадиас, Никос (1910—1975) — известный греческий поэт-маринист.
- Лузис, Спиридон (1741—1815) — дипломат и генерал Пруссии.
- Минятис, Георгиос (1823—1895) — греческий художник
- Пицаманос, Герасимос (1787—1825) — греческий архитектор и художник.
- Афанасиос Фокас (род. 1952) — современный греческий и английский математик.